# Jordan Pleskow (Ratsherr)
Jordan Pleskow († nach dem 5. August 1451 in Lübeck) war Kaufmann und Ratsherr der Hansestadt Lübeck.

## Leben
Jordan Pleskow entstammte der aus Visby nach Lübeck zurückgewanderten ratsfähigen Kaufmannsfamilie Pleskow. Sein Vater war der gleichnamige Lübecker Bürgermeister Jordan Pleskow. Er war bereits Trinitatis 1429, wie auch sein Vater zuvor, Mitglied der patrizischen Zirkelgesellschaft. 1438 wurde er in den Lübecker Rat erwählt. In Testamenten Lübecker Bürger wird er häufiger als Urkundszeuge und als Vormund aufgeführt.
Pleskow war mit Elisabeth Pleskow, der Tochter des entfernt Verwandten Johann Pleskow verheiratet. Er bewohnte das von seinem Vater ererbte Haus in der St.-Annen-Straße 2; das Grundstück ist heute mit dem Logenhaus  überbaut. Jordan Pleskow starb an der Pest, der in diesem Jahr auch der mit ihm verwandte Ratsherr Godeke Pleskow zum Opfer fiel.